# Борлаг
Бо́рлаг (Бо́рский исправи́тельно-трудо́вой ла́герь) — подразделение, действовавшее в системе исправительно-трудовых учреждений СССР.

## История
Решение о создании Борлага было принято 15 января 1949 года  постановлением Совета Министров СССР №172-52 под грифом "Совершенно секретно" . Управление Борлаг располагалось первоначально в городе Чита, а впоследствии в посёлке Синельга, Читинская область. В оперативном командовании он подчинялся непосредственно Главному управлению исправительно-трудовых лагерей и колоний (ГУЛАГ).
Максимальное единовременное количество заключённых могло составлять более 2 000 человек. Всего было добыто 1200 килограмм чистого урана .
Борлаг был закрыт в 1951 году.

## Производство
Заключённые Борлага были заняты на добыче радиоактивных ископаемых при Ермаковском рудоуправлении по добыче урановых руд. О темпах, производимых здесь работ, говорит следующий факт. Через семь месяцев, после заброски сюда первой партии, на руднике Мраморный добывали урановую руду  уже в пяти штольнях, проходка которых велась на высоте 2300 метров.

## Начальники лагеря
- нач. — инж.-п/п Мальцев С. Ф., с 24.01.49 по 21.05.51;
- майор Воронов А. К., с 21.05.51 по 03.10.51;
- з/н — п/п Глаголев ?.?. (упом. 26.03.50).